# Præfekt (kostskole)
 For alternative betydninger, se Præfekt. (Se også artikler, som begynder med Præfekt)
En præfekt er en elev på en kostskole, der har valgt eller er blevet valgt til at være en slags opsynsmand med en vis myndighed, men også pligter, i forhold de andre elever.
| Skole | Spire Denne artikel om en skole, en uddannelsesinstitution eller uddannelse er en spire som bør udbygges. Du er velkommen til at hjælpe Wikipedia ved at udvide den. |